# NGC 4019
NGC 4019 is een balkspiraalstelsel in het sterrenbeeld Hoofdhaar. Het en werd op 23 april 1832 ontdekt door de Britse astronoom John Herschel.

## Synoniemen
- IC 755
- IRAS 11585+1423
- UGC 7001
- ZWG 69.24
- MCG 2-31-14
- FGC 1347
- PGC 37912